# Stazione di Samedan
La stazione di Samedan è la stazione passante delle ferrovia dell'Engadina ed è il punto di diramazione della St. Moritz-Thusis, gestite dalla Ferrovia Retica.
È posta nel centro abitato di Samedan.

## Storia
La stazione entrò in funzione nel 1903 insieme alla tratta Bever-Samedan della St. Moritz-Thusis della Ferrovia Retica.
Nel 1908 dopo il completamento della tratta Pontresina-Samedan della ferrovia dell'Engadina, la stazione divenne di diramazione.